# Winnetou - 2. Teil
Winnetou - 2. Teil (br: Winnetou) é um filme teuto-franco-ítalo-iugoslavo dos gêneros faroeste e aventura de 1964, dirigido por Harald Reinl e protagonizado por Lex Barker. Winnetou 2. Teil conta com roteiro de Harald G. Pettersson, baseado na obra Winnetou do escritor alemão Karl May, e música composta por Martin Böttcher.

## Sinopse
Winnetou, após a morte de seu pai, assume a chefia de toda a nação apache. Juntamente com seu irmão de sangue Old Shatterhand tenta reunir todas as tribos indígenas para convencê-las a criar um tratado de paz perene com os brancos. Winnetou conhece Ribana por quem se apaixona. Mas o preço da paz tem que ser o sacrifício desse amor.

## Elenco
- Lex Barker - Old Shatterhand
- Pierre Brice - Winnetou
- Anthony Steel - Bud Forrester
- Karin Dor - Ribanna
- Klaus Kinski - David 'Luke' Lucas
- Renato Baldini - Coronel J.F. Merril
- Terence Hill - Tenente Robert Merril (como Mario Girotti)
- Marie-Noëlle Barre - Susan Merril (como Marie Noëlle)
- Ilija Ivezić - Red (como Elija Ivejic)
- Velemir Chytil - Carter
- Stole Arandjelovic - Caesar
- Djordje Nenadovic - Capitão Bruce (como George Heston)
- Mirko Boman - Tio de Gunstick
- Rikard Brzeska - Tah-Sha-Tunga
- Eddi Arent - Lorde Castlepool